# سايوري ماتسومورا
سايوري ماتسومورا (اليابانية:松村 沙友理 ، من مواليد 27 أغسطس 1992 في ولاية أوساكا) هي شخصية تلفزيونية وعارضة وممثلة يابانية وعضو سابق في فرقة فتيات الأيدول اليابانية نوجيزاكا 46 [الإنجليزية] .

## روابط خارجية
- سايوري ماتسومورا على موقع IMDb (الإنجليزية)
- سايوري ماتسومورا على موقع ميوزك برينز (الإنجليزية)
- سايوري ماتسومورا على موقع قاعدة بيانات الفيلم (الإنجليزية)
- سايوري ماتسومورا على موقع ANN person (الإنجليزية)